# 포르멘테라섬

포르멘테라 섬 위치

포르멘테라섬(Formentera)은 스페인 발레아레스 제도에 위치한 섬이다. 면적은 83.24 km2이며, 인구는 2012년 기준으로 10,757 명이다.